# Sissy Schwarz
Elisabeth "Sissy" Schwarz (Viena, Áustria, 19 de maio de 1936) é uma ex-patinadora artística austríaca que competiu em competições de duplas. Ela foi campeã olímpica em 1956 ao lado de Kurt Oppelt.

## Principais resultados

### Duplas com Kurt Oppelt
| Resultados                                            | Resultados      | Resultados        | Resultados        | Resultados       | Resultados      | Resultados    | Resultados    | Resultados    | Resultados    | Resultados    | Resultados    | Resultados    |
| Internacional                                         | Internacional   | Internacional     | Internacional     | Internacional    | Internacional   | Internacional | Internacional | Internacional | Internacional | Internacional | Internacional | Internacional |
| Evento/Temporada                                      | 1951– 1952      | 1952– 1953        | 1953– 1954        | 1954– 1955       | 1955– 1956      |               |               |               |               |               |               |               |
| ----------------------------------------------------- | --------------- | ----------------- | ----------------- | ---------------- | --------------- | ------------- | ------------- | ------------- | ------------- | ------------- | ------------- | ------------- |
| Jogos Olímpicos                                       | 9.ª             |                   |                   |                  | Medalha de ouro |               |               |               |               |               |               |               |
| Campeonato Mundial                                    | 7.ª             | 6.ª               | Medalha de bronze | Medalha de prata | Medalha de ouro |               |               |               |               |               |               |               |
| Campeonato Europeu                                    | 7.ª             | Medalha de bronze | Medalha de prata  |                  | Medalha de ouro |               |               |               |               |               |               |               |
| Nacional                                              |                 |                   |                   |                  |                 |               |               |               |               |               |               |               |
| Campeonato Austríaco                                  | Medalha de ouro | Medalha de ouro   | Medalha de ouro   | Medalha de ouro  | Medalha de ouro |               |               |               |               |               |               |               |
|                                                       |                 |                   |                   |                  |                 |               |               |               |               |               |               |               |
| Legenda: Competição não foi disputada nesta temporada |                 |                   |                   |                  |                 |               |               |               |               |               |               |               |

### Individual feminino
| Resultados                                            | Resultados       | Resultados    | Resultados    | Resultados    | Resultados    | Resultados    | Resultados    | Resultados    | Resultados    | Resultados    | Resultados    | Resultados    |
| Internacional                                         | Internacional    | Internacional | Internacional | Internacional | Internacional | Internacional | Internacional | Internacional | Internacional | Internacional | Internacional | Internacional |
| Evento/Temporada                                      | 1951– 1952       | 1952– 1953    |               |               |               |               |               |               |               |               |               |               |
| ----------------------------------------------------- | ---------------- | ------------- | ------------- | ------------- | ------------- | ------------- | ------------- | ------------- | ------------- | ------------- | ------------- | ------------- |
| Jogos Olímpicos                                       | 19.ª             |               |               |               |               |               |               |               |               |               |               |               |
| Campeonato Europeu                                    |                  | 9.ª           |               |               |               |               |               |               |               |               |               |               |
| Nacional                                              |                  |               |               |               |               |               |               |               |               |               |               |               |
| Campeonato Austríaco                                  | Medalha de prata |               |               |               |               |               |               |               |               |               |               |               |
|                                                       |                  |               |               |               |               |               |               |               |               |               |               |               |
| Legenda: Competição não foi disputada nesta temporada |                  |               |               |               |               |               |               |               |               |               |               |               |